# Paraneetroplus
Paraneetroplus è un genere di pesci di acqua dolce appartenenti alla famiglia Cichlidae ed alla sottofamiglia Cichlasomatinae.

## Specie
Attualmente in questo genere sono comprese 14 specie:
- Paraneetroplus argenteus
- Paraneetroplus bifasciatus
- Paraneetroplus breidohri
- Paraneetroplus bulleri
- Paraneetroplus fenestratus
- Paraneetroplus gibbiceps
- Paraneetroplus guttulatus
- Paraneetroplus hartwegi
- Paraneetroplus maculicauda
- Paraneetroplus melanurus
- Paraneetroplus nebuliferus
- Paraneetroplus regani
- Paraneetroplus synspilus
- Paraneetroplus zonatus